# Station Billerbeck
Station Billerbeck is een halte in de Duitse plaats en gemeente Billerbeck. Het station ligt aan de lijn Empel-Rees - Münster.